# شكوى ضحايا الإكوادور ضد شيفرون

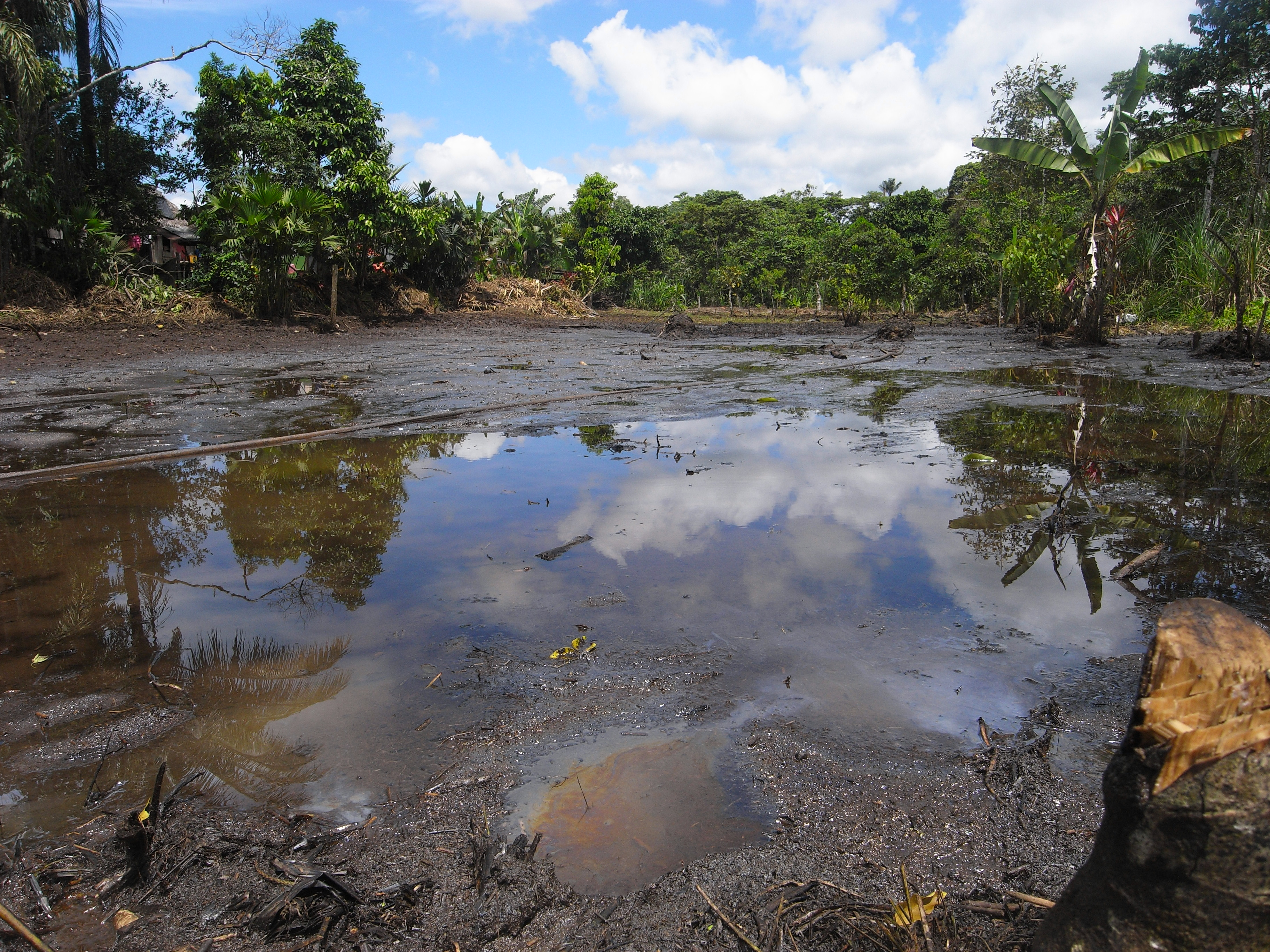
منطقة اقليم بحيرة اغريو الملوثة بالنفايات النفطية

دعوى ضحايا الإكوادور ضد شركة شيفرون وهي دعوى قضائية تطالب بتعويض السكان الأصليين في الإكوادور عن الضرر اللاحق بمنطقة سوكومبيوس في الأمازون بالإكوادور. وقد أقيمت الدعوة في عام 2003؛ لم تكن الحكومة الإكوادورية طرفاً فيها على الرغم من أنها شاركت في السنوات الأخيرة لدرء بعض حملات شركة شيفرون. الدعوى تتمحور حول التلوث الذي تسببت به شركة شيفرون في منطقة بحيرة أغريو خلال السنوات 1964 و 1992 ملوثة منطقة تزيد على 500،000 هكتار اثناء عمليات استخراج النفط ووضع نفايات نفطية سامة في المياه.  شيفرون والاحتيال القضائي ضد الإكوادور .

## التاريخ
منذ 1964 وحتى عام 1992 عملت شركة تكساس للبترول (تيكساكو) مع شركة بيتروايكوادور في التنقيب عن حقول النفط في منطقة الأمازون في الإكوادور. وقد تضررت الشعوب الأصلية القاطنة في المنطقة من تلك العمليات ومن تلك الشعوب: الإتنياس كوفان (etnias Cofán) السيكوباي (Siekopai)، الواوراني (Waorani)، السيونا (Siona)، تيتيتيس (Tetetes ) والسانساهواري (Sansahuari). في غضون ما يقارب الـ 30 عاما من سكب المياه السامة والبترول فوق الأراضي الزراعية. وقد أقيمت الدعوى الأولى في نيويورك عام 1993 وقد ضغطت الشركة على الإكوادور ونجحت في ذلك.  بينما كانت حكومة الإكوادور لا تتخذ دورا في القضية (بل على العكس كانت ضدها).
بحسب النيابة العامة، فإن أكثر من 30 الف شخص كانوا قد تضرروا من الحادثة.

## دعوى جديدة
أقيمت الدعوى ثانية في عام 2003 ضد شيفرون، مستندة إلى التلوث الواقع في المنطقة التي كانت تعمل فيها تيكساكو.